# 楊其濬
楊其濬，清朝武官。直隸大名縣人，回族。武進士出身。
楊其濬为同治十二年（1873年）武舉人。次年聯捷甲戌科武進士，授藍翎侍衛。官至山东兗州营都司。墓在大名城南关东郊。